# Austrolimnophila neuquenensis
Austrolimnophila neuquenensis är en tvåvingeart som beskrevs av Alexander 1952. Austrolimnophila neuquenensis ingår i släktet Austrolimnophila och familjen småharkrankar. Inga underarter finns listade i Catalogue of Life.